# كونكي

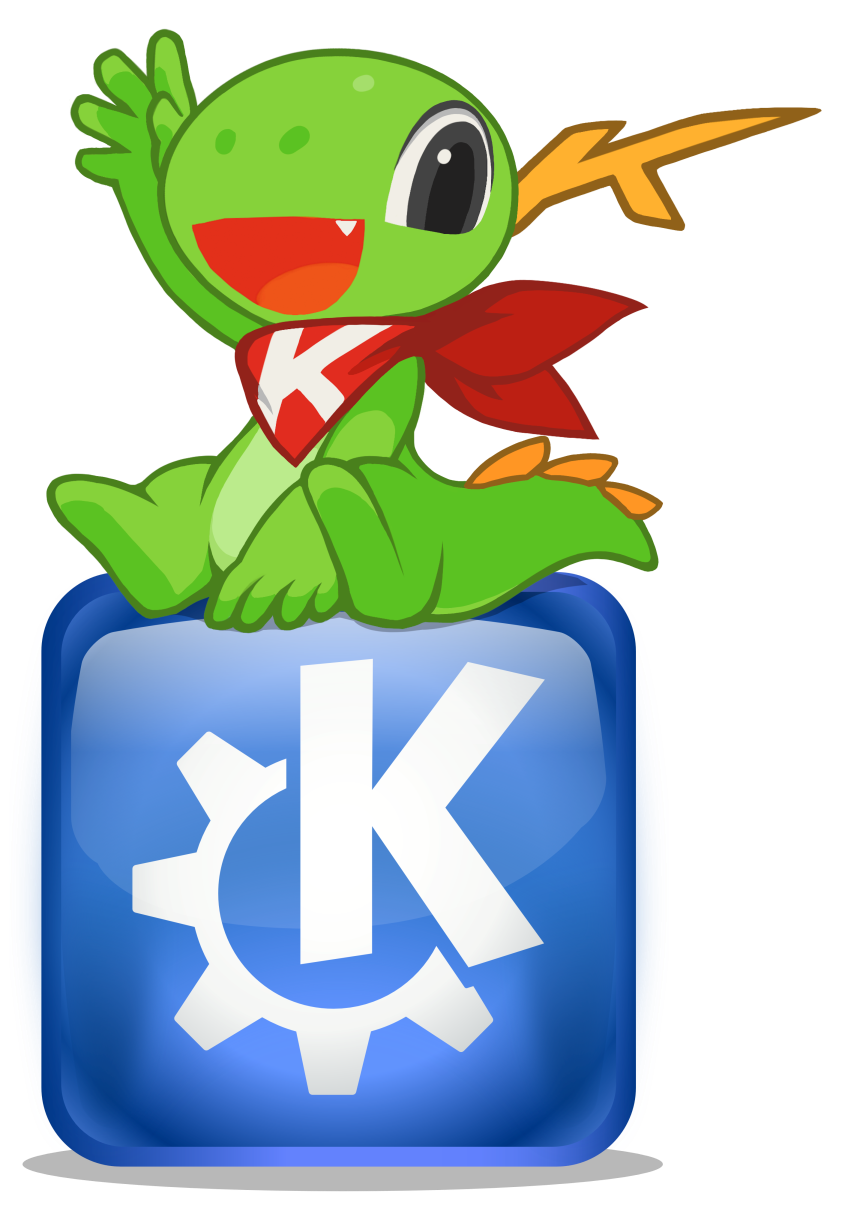
التنين كونكي (التصميم الحالي)

كونكي كونكيورر (بالإنجليزية: Konqi Konqueror) هو التميمة الحالية لمشروع كيدي، وهو تنين صغير أخضر أنشأه ستافن سباتز، بعد أن كان كاندلف التميمة في الإصدار الثاني.
يظهر كونكي في برمجيات كدي، وفي العديد من مواقع الويب التابعة له، من ضمنها صفحة كدي الرئيسية. الاسم «كونكي» اُشتقّ من كونكيورر متصفح الويب ومدير ملفات كيدي.
ظهر كونكي لأول مرة مع الإصدار الثاني في رسائل الانهيار فقط. ثم بشكل عام في الإصدار الثالث (وما بعده) من كدي. ومع الإصدار الخامس، اُجريت مسابقة لتغيير تصميمه كان الفائز بها هو تصميم تايزن تان.
صديقة كونكي تُسمى كايتي، وهي جالبة الحظ لمشروع كدي المرأة نسخة محفوظة 10 يناير 2007 على موقع واي باك مشين..

## معرض الصور

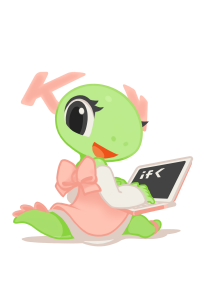
كايتي، صديقة كونكي
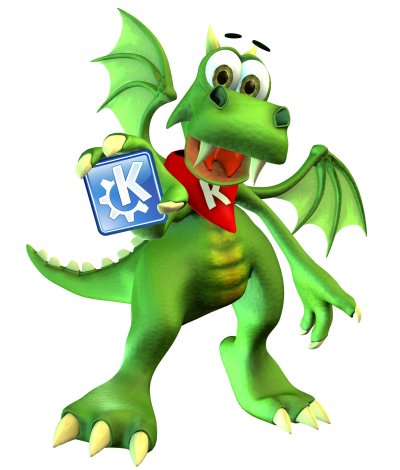
كونكي (التصميم السابق)
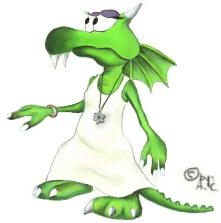
كايتي (التصميم السابق)